# Asociación de Fútbol de la Isla de Niue
La Asociación de Fútbol de Niue (en niuano Asociaciōn de Fūtbol de Niue) es el ente regulador del fútbol en Niue. Organiza la Superliga de Niue, la Copa de Niue, la Supercopa de Niue, y los partidos de la Selección de fútbol de Niue y de la Selección femenina de fútbol de Niue.

## Historia
Fue fundada en 1960.Es miembro asociado de la OFC y de la FIFA.